# Nikki Reed
Nikki Reed, właśc. Nicole Houston Reed (ur. 17 maja 1988 w Los Angeles) – amerykańska aktorka, scenarzystka, piosenkarka oraz modelka znana z roli wampirzycy Rosalie Hale występującej w sadze Zmierzch (2008–2012). Rozpoznawalność zdobyła w 2003 roku po premierze filmu Trzynastka w reżyserii Catherine Hardwicke, z którą współpracowała nad scenariuszem i gdzie zagrała główną rolę. Film przyniósł Reed nagrodę na Independent Spirit Award za Najlepszy Debiutancki Występ, jak również wiele innych nominacji.

## Wczesne życie
Reed urodziła się w zachodnim Los Angeles, Kalifornii jako córka Cheryl Houston, kosmetyczki oraz scenografa Setha Reeda. Ma starszego brata Nathana Augusta Reeda oraz młodszego od niej przyrodniego brata Joeya Reeda.
W wielu wywiadach Nikki określała swoje wczesne życie jako „skomplikowane”. Rodzice aktorki rozwiedli się, kiedy miała dwa lata, wychowywana była potem przez matkę. Cheryl Houston ma korzenie czirokeziańskie oraz włoskie, z kolei Seth jest Żydem. Reed nie była wychowywana w żadnej wierze, z czasem utożsamiła się z religią żydowską.
W 2002 roku w wieku 14 lat wyprowadziła się z domu matki i rozpoczęła samodzielne życie na terenie Los Angeles. Po sukcesie Trzynastki, powróciła do nauki w Alexander Hamilton High School, jednakże po roku ponownie zrezygnowała. Swoją decyzję uzasadniła „napastowaniem i zaczepianiem jej a propo filmu przez matki które przychodziły do niej w czasie szkolnego lunchu”. Liceum ukończyła kontynuując naukę w domu. Jest wegetarianką.

## Kariera

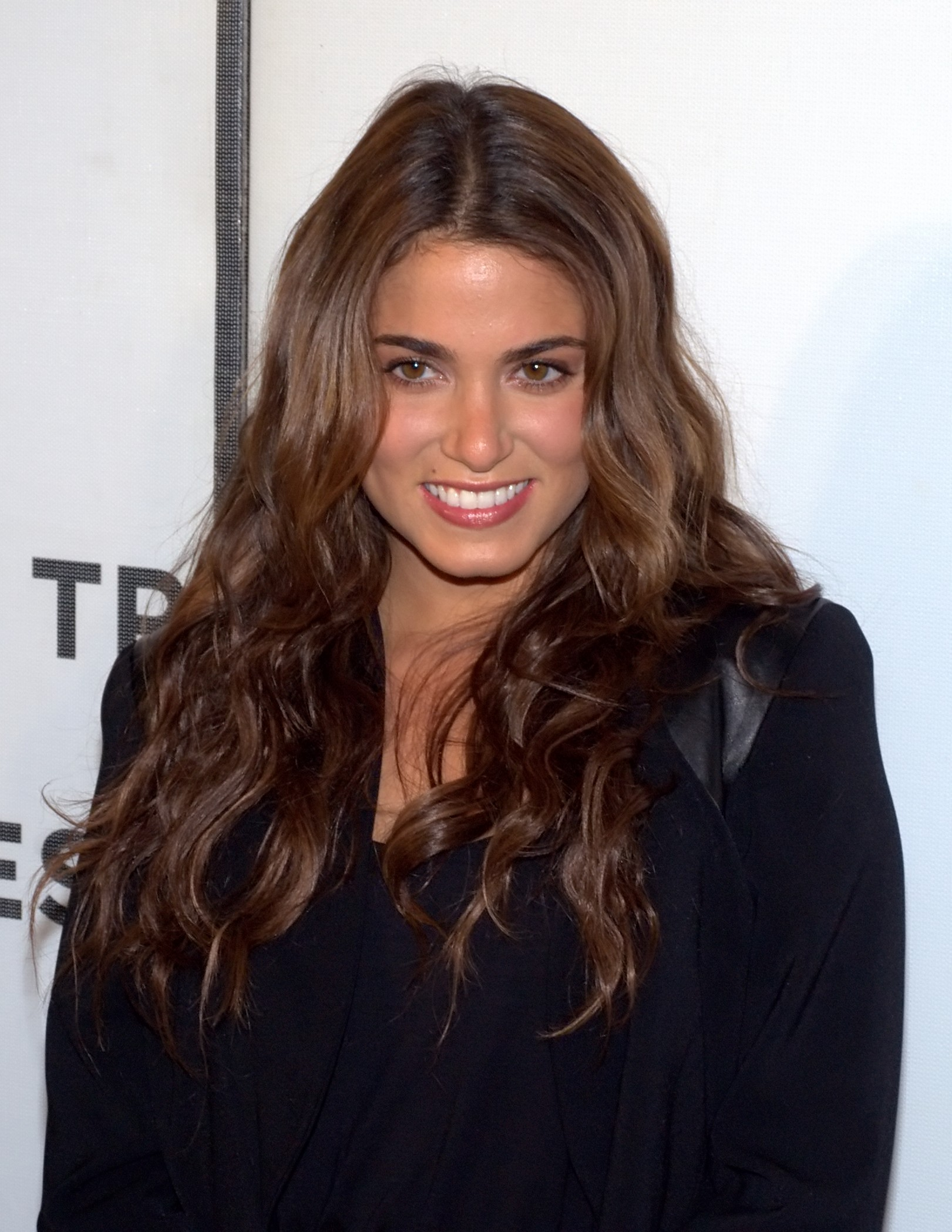
Nikki na premierze filmu Ondine w trakcie Tribeca Film Festival w 2010 roku.

Catherine Hardwicke, znajoma jej matki, zaproponowała jej współpracę nad scenariuszem kiedy Nikki opowiedziała o swoim zainteresowaniu aktorstwem. Prace nad skryptem do wpół-autobiografii Trzynastka ukończyły w sześć dni. Producenci zaproponowali Reed zagranie głównej roli, gdyż mieli problemy ze znalezieniem właściwej do tego osoby, ponieważ rola była zbyt „niekomfortowa” dla większości potencjalnych aktorek.
Film swoją premierę miał w 2003 roku i otrzymał pozytywne recenzje, przynosząc Reed nieco rozpoznawalności w Hollywood zarówno jako scenarzystce i aktorce. Zaraz po tym zaproszona została do programu The Ellen DeGeneres Show, jak również do poprowadzenia różnego rodzaju rozdań nagród, w tym Young Hollywood Awards w 2003 roku oraz Independent Spirit Awards Nomination Show czy West Independent Spirits Awards w 2004 roku. Wielokrotnie obsadzana była w rolach seksualnych, przedwcześnie dojrzałych nastolatek wliczając w to rolę w Królowie Dogtown, również w reżyserii Hardwicke. Na początku 2006 roku wystąpiła w serialu Życie na fali, gdzie zagrała Sadie, nową miłość Ryana Atwooda. W późniejszym czasie pojawiła się w Życiu na fali w tym samym czasie co jej przyszli koledzy z planu Zmierzchu, Cam Gigandet i Jackson Rathbone.
Reed stwierdziła, iż jej wcześniejsza decyzja o unikaniu grania w serialach telewizyjnych czy kasowych filmach była naiwna. Myślała, iż nie są one dla niej odpowiednie, jednakże od tamtej pory zdobyła dzięki nim cenne doświadczenie. Zagrała główną rolę w Mini’s First Time, który premierę miał w nielicznych kinach w Stanach Zjednoczonych 14 lipca 2006 roku. Wcieliła się w rolę nastolatki, która poprzez uwiedzenie swojego ojczyma wplątuje go w morderstwo jej matki. Nikki zaznaczyła, iż jej postać „nie rozumie powagi sytuacji oraz ich konsekwencji”, spodobało jej się również granie kogoś „prostackiego”. Na planie Nikki miała do odegrania sceny seksu. W czasie nagrywania aktorka miała zaledwie 16 lat, co w tej sytuacji było całkowicie niedozwolone dla niej do przedstawienia, dlatego ujęcia nakręcono od tyłu, aby nie ukazywać twarzy. 12 lutego 2008 roku ogłoszono, iż zagra ona Rosalie Hale, w filmowej adaptacji Zmierzchu, pierwszego tomu popularnej sagi. Wyreżyserowany przez Catherine Hardwicke film okazał się międzynarodowym sukcesem.
W 2010 roku Jason Mewes zdradził, iż pracuje on nad filmem K-11, w którym miała wystąpić Reed oraz Kristen Stewart, również ze Zmierzchu. Film w reżyserii matki Stewart miał miejsce w więzieniu hrabstwa Los Angeles. Pod koniec roku Nikki oświadczyła, iż nie pracuje ona już nad tym projektem.

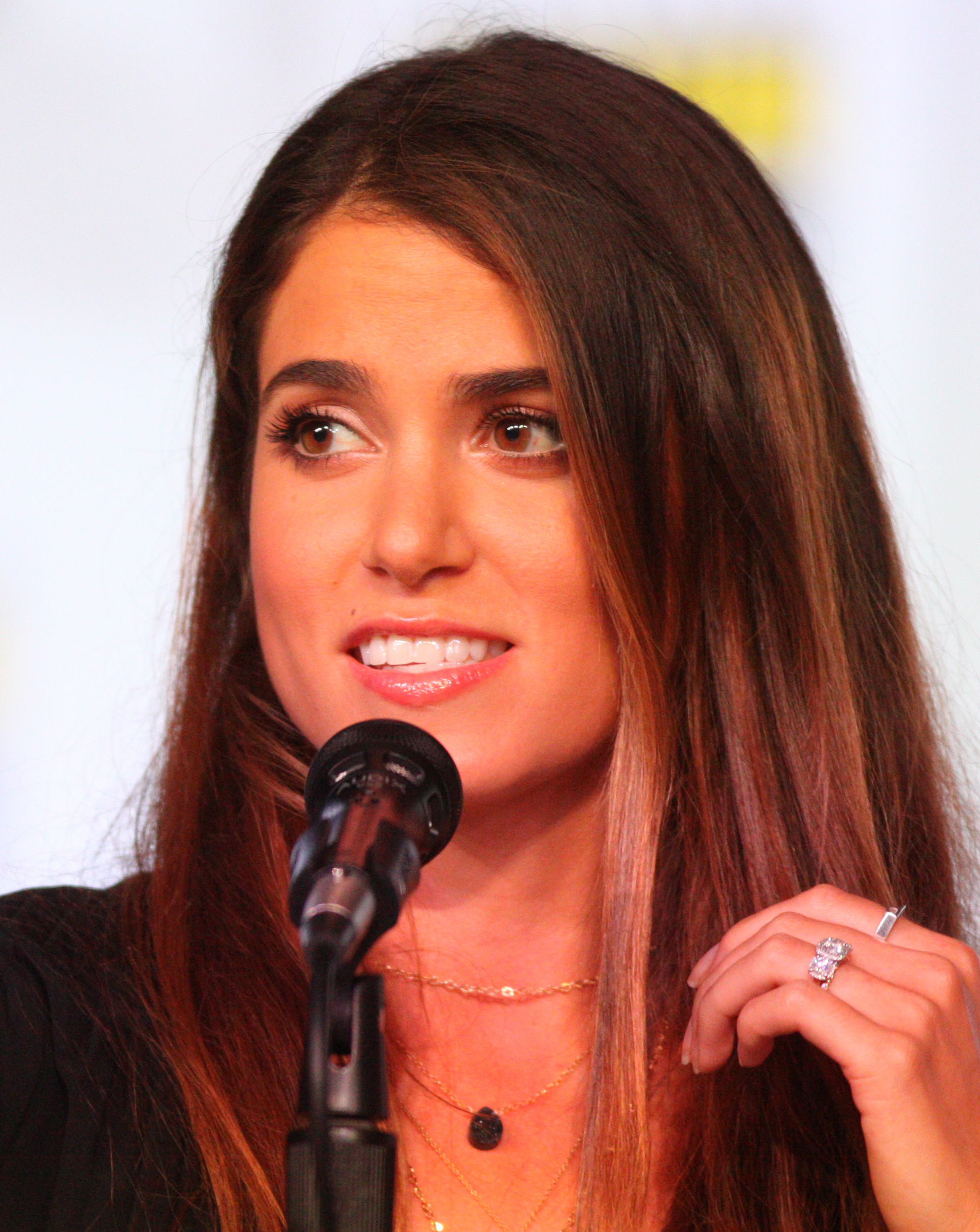
Nikki podczas Comic Conu w 2012 roku.

W lipcu 2010 roku dołączyła do obsady thrillera Catch.44, gdzie wystąpiła u boku Bruce’a Willisa, Foresta Whitakera oraz Maliny Akerman. W listopadzie tego samego roku oświadczono, że zagra wraz z Hayden Panettiere w filmowej adaptacji noweli Michaela Hornburga, Downers Grove. Scenariusz napisał Bret Easton Ellis, który napisał takie powieści jak The Rules of Attraction oraz American Psycho.
W 2011 zagrała w filmie Pawn, niszowym thrillerze kryminalnym wyreżyserowanym przez Davida A. Armstronga. Wystąpiły tam także takie osobistości jak Forest Whitaker, Ray Liotta, Common, Michael Chiklis, Sean Faris, Stephen Lang, Marton Csokas oraz Jessica Szohr. W lipcu 2013 roku wraz z Jakem Lacym, Kate McKinnon, Beckiem Bennettonem i Jayem Pharoahem obsadzona została w niezależnej komedii sportowej Balls Out.

### Muzyka
Reed wraz ze swoim byłym mężem Paulem McDonaldem nagrała utwór „Now That I’ve Found You”, który zadebiutował w programie radiowym Ryana Seacresta 15 listopada 2011 roku. Para wydała swój pierwszy mini album, The Best Part, 29 października 2012 roku. Ich wspólna piosenka „All I’ve Ever Needed’ znalazła się na ścieżce dźwiękowej Sagi „Zmierzch”: Przed świtem – część 2.
W styczniu 2013 roku wraz z McDonaldem wyreżyserowała teledysk zespołu Hanson do ich singla „Get the Girl Back”. Wideo swoją premierę miało w kwietniu 2013 roku. W klipie pojawili się między innymi Kat Dennings, Drake Bell, Drew Seeley, Amy Paffrath czy Alex Beh.

### Scenopisarstwo oraz reżyseria
Nikki napisała scenariusz osadzony w Nowej Zelandii na przełomie lat '60 i '80. Stwierdziła później, iż czuje się bardziej wszechstronna i nie chce być zaszufladkowana przez role „seksownych złych dziewczyn”. Niejednokrotnie usłyszała ona od producentów, że w pewnych momentach jest „zbyt seksowna”. W listopadzie 2009 roku w trakcie pobytu w Londynie wyreżyserowała teledysk swojej znajomej Sage. Nikki zdradziła potem, iż nie miały zbyt dużo czasu i pieniędzy, jednak jest z niego bardzo dumna. Zobrazowała także klip niezależnego zespołu rockowego 100 Monkeys, którego frontmanem jest jej kolega z planu filmu Zmierzch Jackson Rathbone.

## Życie prywatne

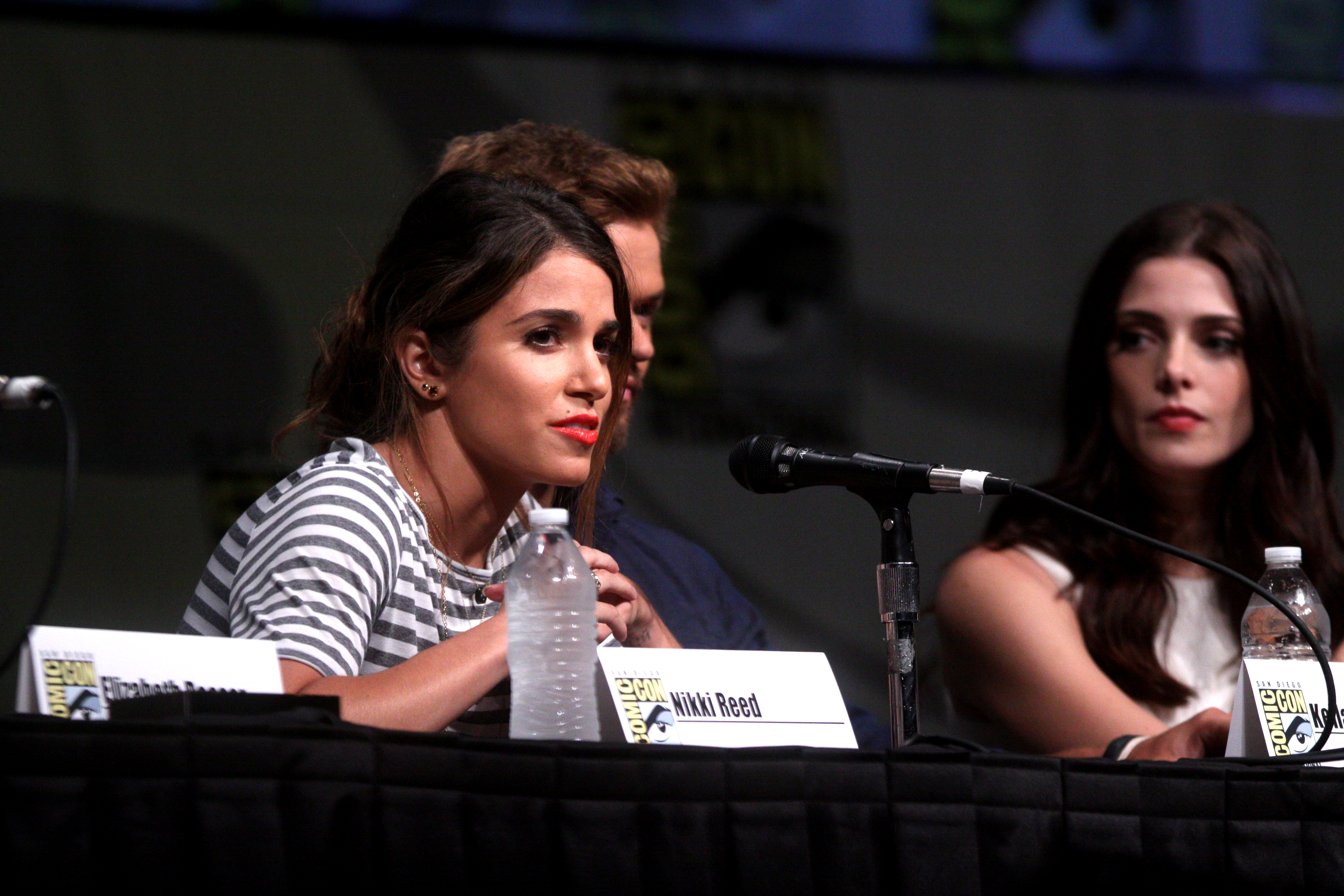
Nikki Reed, Kellan Lutz oraz Ashley Greene podczas Comic Conu w 2012 roku.

Reed poznała Paula McDonalda, piosenkarza oraz uczestnika amerykańskiego Idola na czerwonym dywanie podczas premiery filmu Dziewczyna w czerwonej pelerynie w marcu 2011 roku. Moment ten został uwieczniony i wyświetlony w odcinku ukazującym uczestników w trakcie tego wydarzenia. Para zaczęła się spotykać i po niedługim czasie zamieszkała ze sobą. Potwierdzili swoje zaręczyny w czerwcu 2011 roku a pobrali się 16 października tego samego roku w Malibu, Kalifornii. W marcu 2014 po sześciomiesięcznej rozłące spowodowanej „zawodowymi obowiązkami” Reed oraz McDonald ogłosili separację. Aktorka złożyła papiery rozwodowe w maju tego samego roku wskazując w nich na „różnice nie do pogodzenia”, a sam rozwód został sfinalizowany 2 stycznia 2015 roku.
Nikki zaczęła spotykać się z aktorem Ianem Somerhalderem w połowie 2014 roku. Zaręczyli się w lutym 2015 roku, a pobrali się 26 kwietnia w Malibu. 4 maja 2017 roku Reed za pośrednictwem swojego profili na Instagramie ogłosiła, iż wraz z Ianem spodziewają się swojego pierwszego dziecka. 25 lipca urodziła córkę, Bodhi Soleil. W jednym z ostatnich wywiadów zdradziła, że razem z Ianem nie będą afiszować się z narodzinami. Pierwszy miesiąc życia maleństwa planują spędzić tylko we trójkę, bez odwiedzin i z wyłączonymi telefonami.
Przyjaźni się ze swoim kolegą z planu Zmierzchu, Jacksonenm Rathbonem, oraz aktorką Małych Agentów Alexą Vegą, która była jej świadkową na pierwszym ślubie.

### Aktywizm
Aktorka wraz ze Staples Inc. oraz organizacją Do Something współpracowała przy akcji Annual School Supply Drive w połowie 2011 roku. Jest także obrońcą praw zwierząt. W wolnym czasie jest wolontariuszką w schroniskach dla zwierząt, zaprojektowała również limitowaną kolekcję obroży i smyczy dla Gilt której dochód został przekazany dla Amerykańskiego Towarzystwa Zapobiegania Okrucieństwa wobec Zwierząt (ASPCA). 22 października 2014 roku została uhonorowana nagrodą ASPCA Compassion Award za jej zasługi na rzecz dobrobytu zwierząt.
Wraz z Morgan Bogle, założycielką organizacji Freedom of Animals, otworzyła firmę Bayou with Love, w której zakupić można odzież, akcesoria, kosmetyki czy dekoracje całkowicie ekologiczne czy pochodzące z recyklingu, w kolekcji odzieży nie używa się również materiałów pochodzenia zwierzęcego.

## Filmografia
| Rok  | Tytuł                                   | Jako                   | Adnotacje                |
| ---- | --------------------------------------- | ---------------------- | ------------------------ |
| 2003 | Trzynastka                              | Evie Zamora            | Współautorka scenariusza |
| 2005 | Man of God                              | Zane Berg              |                          |
| 2005 | Królowie Dogtown                        | Kathy Alva             |                          |
| 2005 | Broń dla każdego                        | Tally                  |                          |
| 2006 | Mini’s First Time                       | Minerva „Mini” Drogues |                          |
| 2007 | Śmiertelne zauroczenie                  | Shay Bettencourt       |                          |
| 2008 | Zmierzch                                | Rosalie Hale           |                          |
| 2008 | Znajomi nieznajomi                      | Allison                |                          |
| 2009 | Saga „Zmierzch”: Księżyc w nowiu        | Rosalie Hale           |                          |
| 2009 | Ostatni dzień lata                      | Stefanie               | Producent wykonawczy     |
| 2009 | Chain Letter                            | Jessie Campbel         |                          |
| 2010 | Saga „Zmierzch”: Zaćmienie              | Rosalie Hale           |                          |
| 2010 | Privileged                              | Lauren Carrington      |                          |
| 2011 | Paragraf 44                             | Kara                   |                          |
| 2011 | Saga „Zmierzch”: Przed świtem – część 1 | Rosalie Hale           |                          |
| 2012 | Saga „Zmierzch”: Przed świtem – część 2 | Rosalie Hale           |                          |
| 2013 | Empire State: Ryzykowna gra             | Lizzette               |                          |
| 2013 | Pionek                                  | Amanda                 |                          |
| 2013 | Enter the Dangerous Mind                | Wendy                  |                          |
| 2014 | Balls Out                               | Meredith Downs         |                          |
| 2014 | In Your Eyes                            | Donna                  |                          |
| 2014 | Murder of a Cat                         | Greta                  |                          |
| 2015 | Scout                                   | Georgie                |                          |
| 2016 | Jack Goes Home                          | Crystal                |                          |
| 2016 | Niedzielny koń                          | Debi Walden            |                          |

| Rok       | Tytuł              | Jako           | Adnotacje   |
| --------- | ------------------ | -------------- | ----------- |
| 2006      | Życie na fali      | Sadie Campbell | 6 odcinków  |
| 2006      | Justice            | Molly Larusa   | 1 odcinek   |
| 2015-2016 | Jeździec bez głowy | Betsy Ross     | 15 odcinków |

| Rok  | Tytuł                          | Artysta                       | Adnotacje |
| ---- | ------------------------------ | ----------------------------- | --------- |
| 2005 | „Just Feel Better”             | Santana feat. Steven Tyler    |           |
| 2010 | „No Rose Petals & Bubblebaths” | Sabrina                       |           |
| 2012 | „Now That I’ve Found You”      | Nikki Reed oraz Paul McDonald | Reżyseria |
| 2012 | „All I’ve Ever Needed”         | Nikki Reed oraz Paul McDonald |           |
| 2013 | „Get the Girl Back”            | Hanson                        |           |
| 2015 | „Til It Happens to You”        | Lady Gaga                     |           |
| 2016 | „In Too Deep”                  | The Sweeplings                | Reżyseria |